# 鴻海精密
鴻海精密工業（簡稱鴻海精密、鴻海）是臺灣電子製造公司，也是鴻海科技集團的核心企業。其以製造黑白電視機旋鈕起家，創立之時主要從事模具製造，日後跨入電子機械代工領域，從製造連接器、電線電纜、電腦機殼、電源供應器等零件，到電腦組裝準系統與行動電話等產品均開展業務，現今其事業版圖已經涉及所有的資訊科技產品組裝代工。
2001年，鴻海集團的營業額超越晶圓代工龍頭台積電，成為臺灣第一大民營企業，2005年更超越國營公司中油，成為臺灣最大企業；鴻海的全球製造業版圖，積極從過去以消費性電子產品之低毛利代工，拓展為品牌產品以及高科技專業之供應商經營模式，未來將專注於三大新興產業，電力交通工具、機器人系統及數位健康與家居，並同時結合三大軟硬新興技術，包含人工智慧、高端半導體及新世代5G（第五代行動通訊技術）
2019年，鴻海榮獲《富比士雜誌》（Forbes）全球百大數位公司第25名。在美國《科睿唯安》每年發佈「全球百大創新機構名單」裡，鴻海為台灣民營企業唯一連續 7 年獲獎(2018-2024)。麻省理工科技評論》在2017年發布的「全球50大最聰明的公司」榜單，鴻海位居第33名。鴻海在美国《财富》杂志2022年全球500大公司排行榜中位居第27名，在2023年「全球2000強企業」榜單上，鴻海位居第116名；2021年「全球最佳企業僱主榜」中，鴻海榮獲台灣第 1 名。

## 企業概覽

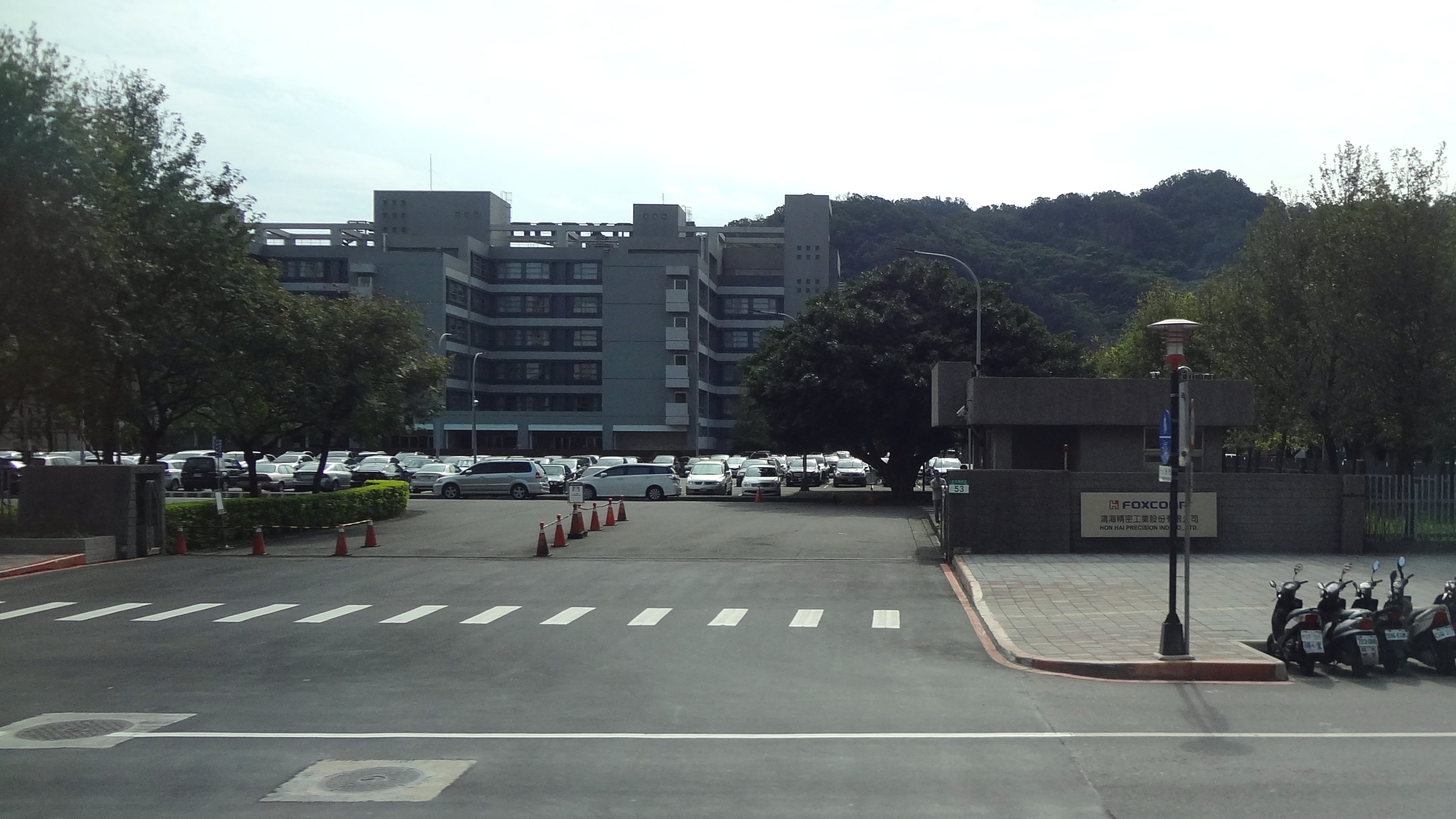
鴻海精密頂埔廠

鴻海精密工業股份有限公司創立於1974年，前身為鴻海塑膠企業有限公司，創業資金方面，由郭台銘出資新台幣10萬元與朋友合資成立，1982年，更名為鴻海精密工業股份有限公司迄今。
鴻海科技集團是全球3C（電腦、通訊、消費性電子）代工領域規模最大的國際集團，集團旗下公司不僅於臺灣、香港、倫敦等證券交易所掛牌交易，更囊括當前臺灣最大的企業、捷克前三大出口商、大中華地區最大出口商、富比士及財富全球五百大企業，及全球3C代工服務領域龍頭等頭銜。

## 大事紀
- 2009年11月14日：鴻海集團和奇美電子聯袂在台北國際會議中心舉行簽約記者會，宣布旗下的群創光電以1股換2.05股奇美電子的方式進行合併。[5]
- 2016年4月2日：鴻海精密工業正式決定收購夏普（Sharp）成為策略經營聯盟，並持有其股份66%成為最大股東。[6]

## 外部連結
- 鴻海科技集團 （页面存档备份，存于）（繁體中文）（英文）